# Hussein I., kralj Jordana
Kralj Hussein bin Talal, odnosno Hussein I., kralj Jordana, (arapski حسين بن طلال, Aman, 14. studenog 1935. – Aman, 7. veljače 1999.), unuk kralja Abdulaha Ibn Huseina, školovao se u Jordanu i Egiptu te Velikoj Britaniji, a 1952. naslijedio je duševno oboljelog oca na jordanskom tronu i vodio Jordan tijekom svih izraelsko-arapskih ratova idućih desetljeća. Palestinsko pitanje, koje desetljećima dominira jordanskom politikom, nastojao je razrješiti vojnom akcijom kojom je 1970. suzbio i protjerao palestinske organizacije s jordanskog teritorija. Tijekom Zaljevskog rata 1991. zauzeo je neutralni stav, djelomično pogoršavajući odnose sa Sjedinjenim Američkim Državama. U srpnju 1994. potpisao je mirovni sporazum s Izraelom i time završio četrdeset i šest godina neprijateljstva između te dve zemlje.